# Martha Vickersová
Martha Vickersová (rodným jménem Martha MacVicar; 28. května 1925 – 2. listopadu 1971) byla americká herečka a modelka.

## Život

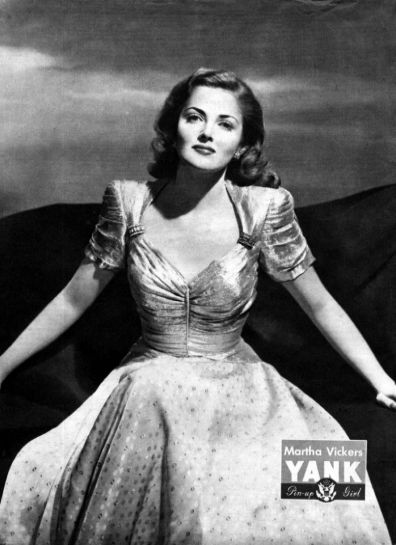
Martha Vickersová na obálce časopisu Yank z 11. května 1945

Narodila se 28. května 1925 ve městě Ann Arbor ve státě Michigan jako Martha MacVicarová. Její rodina se často stěhovala a kvůli tomu také navštěvovala spoustu škol v mnoha různých státech (vč. např. Floridy či Texasu). Když jí bylo 15 let, její rodina se nakonec usadila v kalifornském Los Angeles, kde její otec převzal agenturu na předměstí Burbanku. Zde také získala svou první práci a začala si vydělávat jako modelka pro známého hollywoodského fotografa Williama Mortensona. Její fotografie se brzy objevily na obálkách spousty časopisů, což jí nakonec pomohlo k filmové kariéře.
Její fotografie zaujaly významného filmového producenta Davida O. Selznicka, který jí brzy nabídl smlouvu se svým studiem RKO Pictures. Studio o ni však velmi brzy ztratilo zájem a aniž se objevila v jediném filmu, prodalo její smlouvu studiu Universal Pictures, u kterého zůstala po další dva roky. V roce 1943 u něj debutovala malou rolí ve fantasy hororu Frankenstein a Vlkodlak, který následovalo několik dalších nízkorozpočtových snímků jako například horory Divoká zajatkyně (1943) a The Mummy's Ghost (1944), či muzikálová komedie This Is the Life (1944). Během druhé světové války se také často objevovala jako pin-up modelka v armádním týdeníku Yank.
Po pěti filmech pro Universal byla opět zapůjčena studiu RKO pro mysteriózní krimi film The Falcon in Mexico (1944), po kterém studio opustila a podepsala smlouvu se studiem Warner Bros. Po tomto přechodu nastal v její kariéře zlom. Studio jí začalo věnovat více pozornosti a objevilo v ní herecký potenciál. Po dvouroční pauze byla Martha obsazena do svého prvního film-noiru Hluboký spánek (1947), kde si po boku Humphreyho Bogarta a Lauren Bacallové zahrála drogově závislou Carmen Sternswoodovou a podle spisovatele a scenáristy Raymonda Chandlera svými hereckými výkony hvězdnou Lauren Bacallovou dokonce zastínila. Snímek i její výkony se brzy dočkaly nadšených recenzí a Marthina kariéra začala stoupat. Ve většině následujících snímků však vždy hrála jen vedlejší role a stále se jí nedařilo prosadit se i do hlavních. Mezi tyto snímky patří například muzikál The Time, the Place and the Girl (1946) s Janis Paige či další film-noir The Man I Love (1947) s Idou Lupinovou. Hlavní dámou se nakonec stala až v dramatu That Way with Women (1947), kde si zahrála po boku Daneho Clarka.
O rok později se seznámila se svým prvním manželem; producentem A. C. Lyesem, kterého si vzala 15. března 1948. Jejich manželství se však po půl roce rozpadlo, a i její herecká kariéra začala opět stagnovat. Brzy poté se seznámila se svým druhým manželem, slavným hercem Mickeym Rooneym, kterého si vzala 3. června 1949. Téhož roku natočila čtyři filmy, ale po dotočení dramatu Alimony (1949) se své herecké kariéry vzdala. O rok později se jí také narodil syn Teddy, ale i její druhé manželství se začalo brzy rozpadat, protože její manžel propadl alkoholismu. Po dvou letech manželství se tak nechala podruhé rozvést.
V roce 1954 vdala potřetí, za herce a obchodníka Manuela Rojase a o rok později se po šestileté přestávce vrátila zpět k filmování. V první polovině 50. let se začala objevovat i v televizních seriálech v čemž nadále pokračovala i po svém návratu. Na stříbrném plátně se znovu blýskla v roce 1955 v dramatu The Big Bluff s Johnem Bromfieldem v hlavní roli. Velký comeback však neslavila, jelikož snímek se nijak zvlášť příznivých recenzí nedočkal. Kromě spousty seriálů se do konce své kariéry objevila už jen ve dvou dalších filmech a s herectvím definitivně skončila roku 1960 po dvou epizodách v seriálu The Rebel.
I se svým třetím manželem se v roce 1965 nakonec rozvedla a po zbytek života se již věnovala výhradně výchově svých tří dětí. Dne 5. listopadu 1971 zemřela na rakovinu jícnu. Bylo jí pouhých 46 let.

## Filmografie

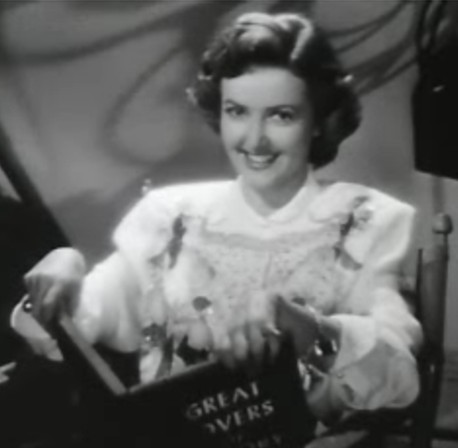
Martha Vickersová ve filmu Love and Learn (1947)

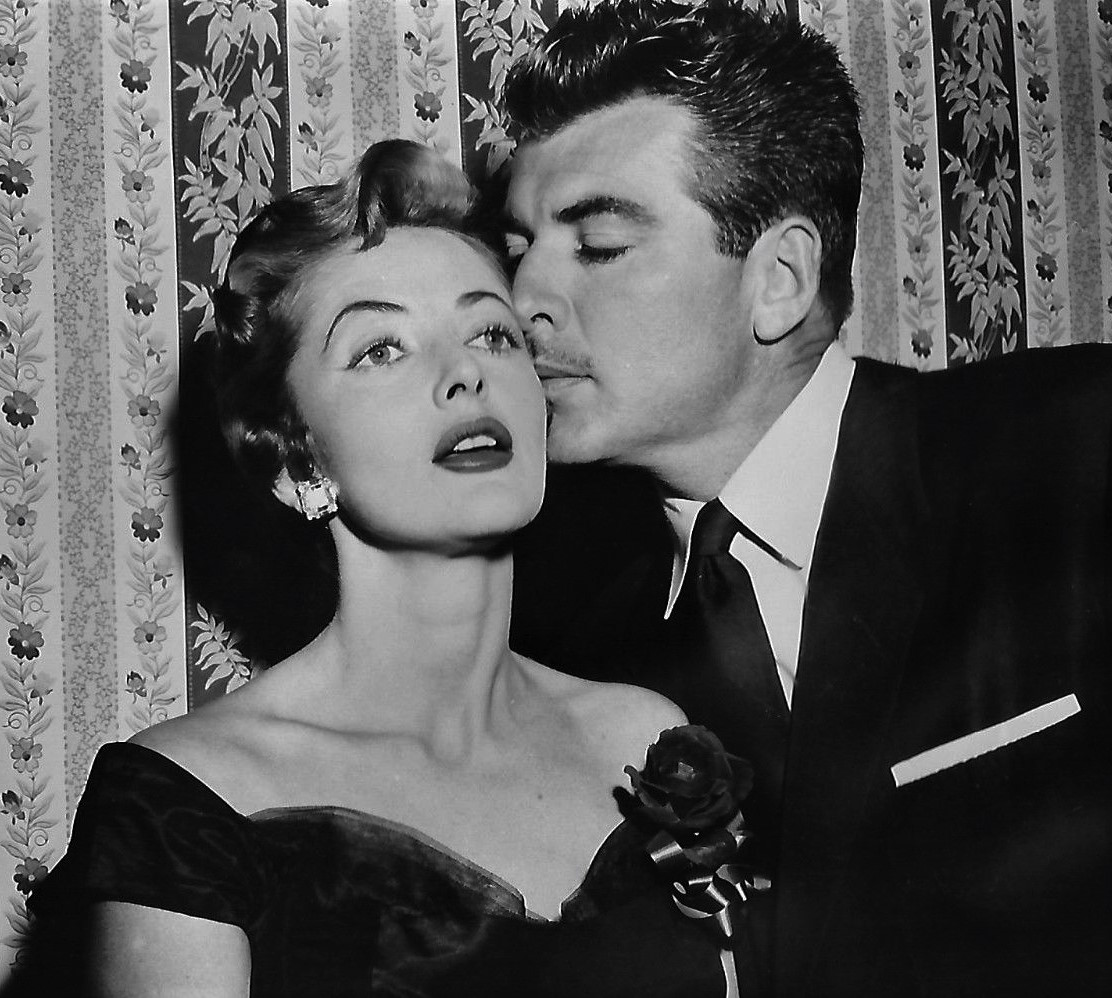
Martha Vickersová a John Bromfield ve filmu The Big Bluff (1955)

### Filmy
- 1943 Frankenstein a Vlkodlak (režie Roy William Neill)
- 1943 Divoká zajatkyně (režie Edward Dmytryk)
- 1943 Top Man (režie Charles Lamont)
- 1943 Hi'ya, Sailor (režie Jean Yarbrough)
- 1944 This Is the Life (režie Felix E. Feist)
- 1944 Marine Raiders (režie Harold D. Schuster)
- 1944 The Mummy's Ghost (režie Reginald Le Borg)
- 1944 The Falcon in Mexico (režie William Berke)
- 1946 Hluboký spánek (režie Howard Hawks)
- 1946 The Man I Love (režie Raoul Walsh)
- 1946 The Time, the Place and the Girl (režie David Butler)
- 1947 That Way with Women (režie Frederick De Cordova)
- 1947 Love and Learn (režie Frederick De Cordova)
- 1948 Ruthless (režie Edgar G. Ulmer)
- 1949 Daughter of the West (režie Harold Daniels)
- 1949 Bad Boy (režie Kurt Neumann)
- 1949 Alimony (režie Alfred Zeisler)
- 1955 The Big Bluff (režie W. Lee Wilder)
- 1957 The Burglar (režie Paul Wendkos)
- 1960 Four Fast Guns (režie William J. Hole Jr.)

### TV filmy
- 1951 The Bogus Green (režie Lew Landers)
- 1955 The Indiscreet Mrs. Jarvis (režie Alan Smithee)

### Seriály
- 1952 The Unexpected (1 epizoda)
- 1953–1954 General Electric Theater (2 epizody, režie Felix E. Feist a Jean Yarbrough)
- 1954 The Ford Television Theatre (2 epizody, režie Ted Post a Phil Karlson)
- 1954–1955 The Whistler (2 epizody, režie William F. Claxton)
- 1955 Fireside Theatre (2 epizody, režie Frank Wisbar)
- 1956 The Millionaire (1 epizoda, režie Harry Keller)
- 1957 Playhouse 90 (1 epizoda, režie Pavel Wendkos)
- 1958 State Trooper (1 epizoda, režie John English)
- 1959 Perry Mason (1 epizoda, režie Gerd Oswald)
- 1960 Hot Off the Wire (1 epizoda, režie Bretaigne Windust)
- 1960 The Rebel (2 epizody, režie Irvin Kershner a Bernard McEveety)